# Cima Presanella
La Cima Presanella ou plus simplement Presanella est un sommet des Alpes, à 3 558 m, point culminant du massif d'Adamello-Presanella, en Italie (Trentin-Haut-Adige). Il se trouve dans le val Giudicarie et sur le territoire du parc naturel Adamello Brenta.

## Première ascension
La première ascension de la Presanella a eu lieu le 25 août 1864 par les alpinistes D. W. Freshfield, M. Beachcroft et Horace Walker, avec François Devouassoud, guide de Chamonix, et B. Delpero, porteur de Vermiglio. L'expédition est partie de Vermiglio et a conquis, en plus du sommet principal, deux autres sommets secondaires, la Cima Gabbiolo et la Cima di Vermiglio.
Un autre alpiniste célèbre, le bohémien Julius von Payer, avec le guide de montagne Girolamo Botteri, tente l'assaut de la Cima Presanella le 17 septembre 1864 (c'est-à-dire le lendemain de sa conquête de l'Adamello), convaincu de mener à bien l'expédition, comme pour l'Adamello. Arrivé au sommet, avec des conditions météorologiques peu favorables, Payer découvre que l'équipe de Freshfield l'a précédé.

## Itinéraires

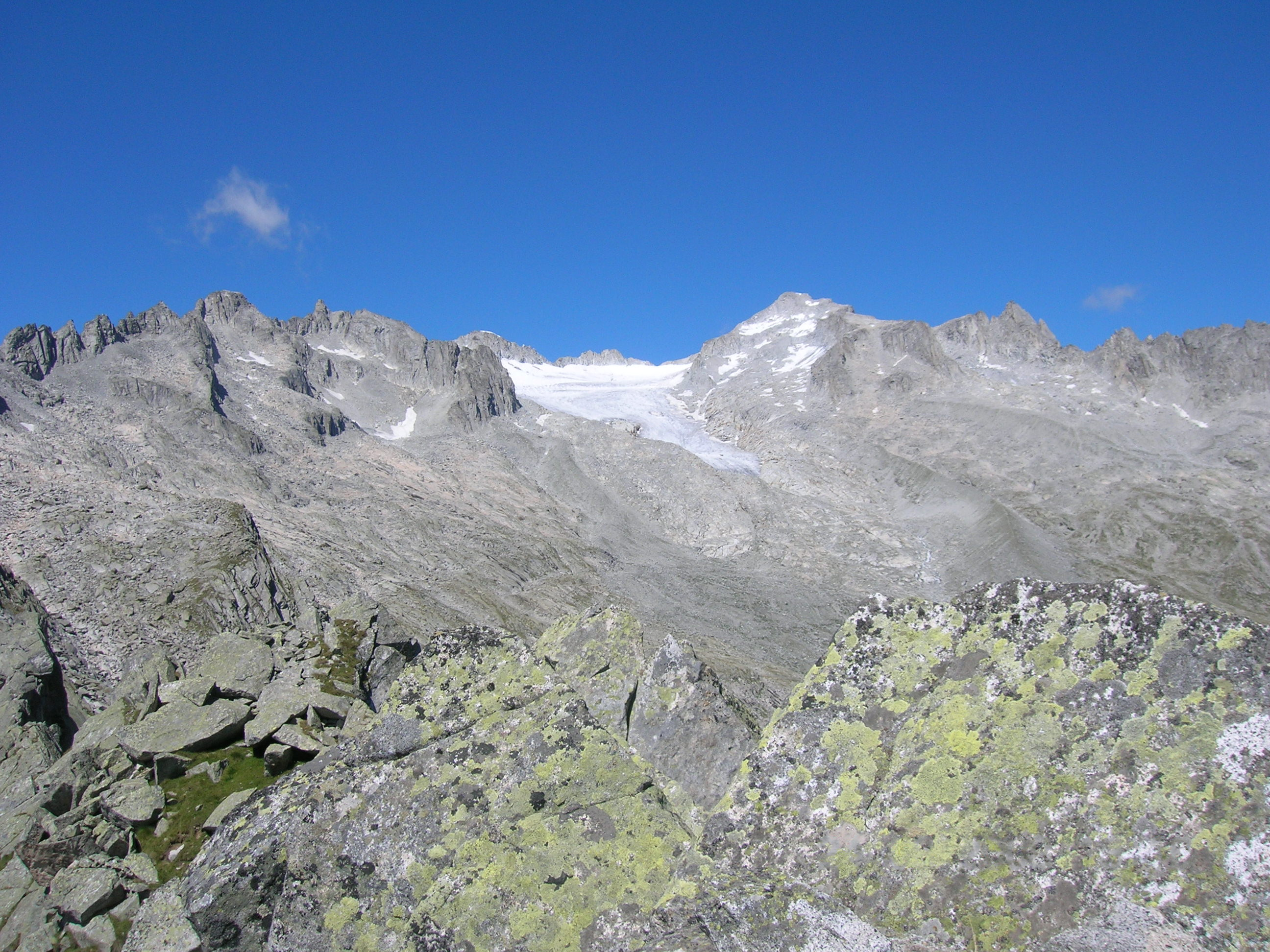
La Presanella depuis le val Nardis.

Il existe trois voies normales jusqu'au sommet de la Cima Presanella : une partant du Val di Sole, les deux autres partant du Val Genova et du Val Nambrone. Les trois itinéraires ne sont praticables que par des alpinistes expérimentés et équipés du matériel nécessaire. Les plus populaires sont la voie normale est-sud-est et la voie normale du côté ouest.
La voie normale Est-Sud-Est commence au refuge Segantini dans la haute vallée d'Amola. Elle suit d'abord une moraine jusqu'à la Bocchetta di Monte Nero en aval du sommet homonyme. Avec quelques passages sur rochers, l'itinéraire atteint le bivouac Orobica puis le sommet. La durée d'ascension est d'environ 4 h 30, et est classé PD (peu difficile).
La voie normale Ouest, qui part du Val di Sole, est une voie purement alpine sur glacier. Elle commence au refuge Stavèl Francesco Denza et monte la Vedretta Presanella jusqu'au col Cercen, où elle tourne vers l'est, remontant la partie supérieure du glacier jusqu'à la Sella Freshfield, entre le Monte Gabbiolo et la Cima di Vermigliopuis atteint rapidement le sommet. C'est un itinéraire qui nécessite l'utilisation de matériel de glacier et s'adresse aux alpinistes experts. Il faut compter 4 h 30 pour effetuer cet itinéraire, classée F (facile) car, hormis les risques liés au glacier, il ne présente pas de difficultés particulières d'un point de vue technique.
La voie normale Sud débute au bivouac Vittorio Roberti, accessible depuis le Val Genova. Du bivouac, il suit d'abord une moraine, puis remonte longuement en longeant les parois rocheuses du sommet. Après la pente raide juste à l'est du sommet, il atteint la crête sommitale qui mène au sommet. La montée, presque entièrement balisée de panneaux rouges et blancs ou de cairns, est toujours maintenue à droite du glacier de Nardis, qui n'est jamais traversé. L'itinéraire dure environ 3 h 30 et est classé F (facile).
De nombreux autres itinéraires plus difficiles ont été tracés sur la face est, l'arête nord-est et la face nord. L'itinéraire le plus fréquenté après les voies normales est le celui pala ghiacciata della parete nord, sur la face nord, classé AD+. La première ascension a été effectuée par Grandi et Crugnola le 22 juillet 1949, et la première descente à ski par H. Holzer, le 8 juillet 1972). D'autres itinéraires plus difficiles ont également été récemment tracés sur la vaste face nord mais sont plus rarement parcourus. L'arête nord-est (difficulté AD+), qui commence à la Bocca d'Amola, a été gravie dès 1881, elle est assez fréquentée. La face est est la moins fréquenté. L'itinéraire principal de cette face est la Via delle Guide, voie ouverte par G. Alimonta, Catullo et Bruno Detassis, S. Serafini et N. Vidi, guides de Campiglio, le 8 septembre 1949.